# ZBLAN
ZBLAN – rodzaj szkła z grupy ciężkich szkieł fluorkowych, wynaleziony w 1975 roku przez Poulaina i Lucasa na uniwersytecie w Rennes. Nazwa pochodzi od pierwszych liter symboli pierwiastków z ich wzoru chemicznego: ZrF4-BaF2-LaF3-AlF3-NaF.
Szkła typu ZBLAN cechuje szeroki zakres przepuszczalności światła o różnej długości fali, wynoszący od 300 nm (UV) do 7 μm (podczerwień), niski współczynnik refrakcji (1,50) i stosunkowo niska temperatura zeszklenia (Tg) 260 °C). Z powodu swojej wysokiej przepuszczalności w szerokim zakresie (zbliżonej do maksymalnej możliwej przepuszczalności dla tego typu materii), szkła ZBLAN znajdują zastosowanie np. w budowie światłowodów.